# Allennes-les-Marais
Allennes-les-Marais est une commune française située dans le département du Nord, en région Hauts-de-France.
Allennes-les-Marais faisait partie de la communauté de communes de la Haute Deûle, en Flandre française, qui a choisi de rejoindre la Métropole européenne de Lille en 2020.

## Géographie

### Localisation
Allennes-les-Marais se situe dans le Carembault en Flandre romane, à 12,7 km au sud-ouest de Lille (19,8 km par la route).

### Communes limitrophes
Les communes limitrophes sont  Annœullin, Carnin, Don, Gondecourt, Herrin et Wavrin.
|           | Wavrin              | Herrin     |
| Don       | Allennes-les-Marais | Gondecourt |
| Annœullin | Carnin              |            |

### Géologie et relief
La commune, en tant qu'ancienne et riche zone de marais, présente de grandes potentialités écologiques, mais si pour sa partie nord elle est écopaysagèrement plus riche (et proche du Parc de la Deûle, élément important et structurant de la trame verte et bleue régionale, elle est aujourd'hui entourée d'un paysage dominé par l'agriculture intensive, et elle présente également des séquelles de guerre ou industrielle.
En particulier, elle abrite un important dépôts de cendres de charbon issus d'une centrale au charbon ; ces cendres étant  susceptible de renfermer des dioxines, métaux lourds voire des éléments radioactifs. Ce rapport (Robin des bois, ASN, janvier 2009) indique que les mesures conduites sur site indiquent que globalement, le niveau de radioactivité sur les sites est proche du niveau de référence régional. Localement, des anomalies radiamétriques ont été identifiées ; le débit de dose au contact restant cependant comparable au débit de dose ambiant qui peut être mesuré en région granitique du fait de la radioactivité naturelle du socle géologique. L'analyse des cendres prélevées confirme ce faible taux de radioactivité. L'analyse des eaux potentiellement sous
influence, n'a pas conduit à mettre en évidence un impact imputable à la présence de cendre. Et en conclusion : Le niveau de radioactivité sur les sites et dans leur environnement est comparable à celui caractéristique du milieu de référence régional. Par conséquent, il n'apparaît pas pertinent de conduire un calcul d'exposition de la population.

### Hydrographie

#### Réseau hydrographique

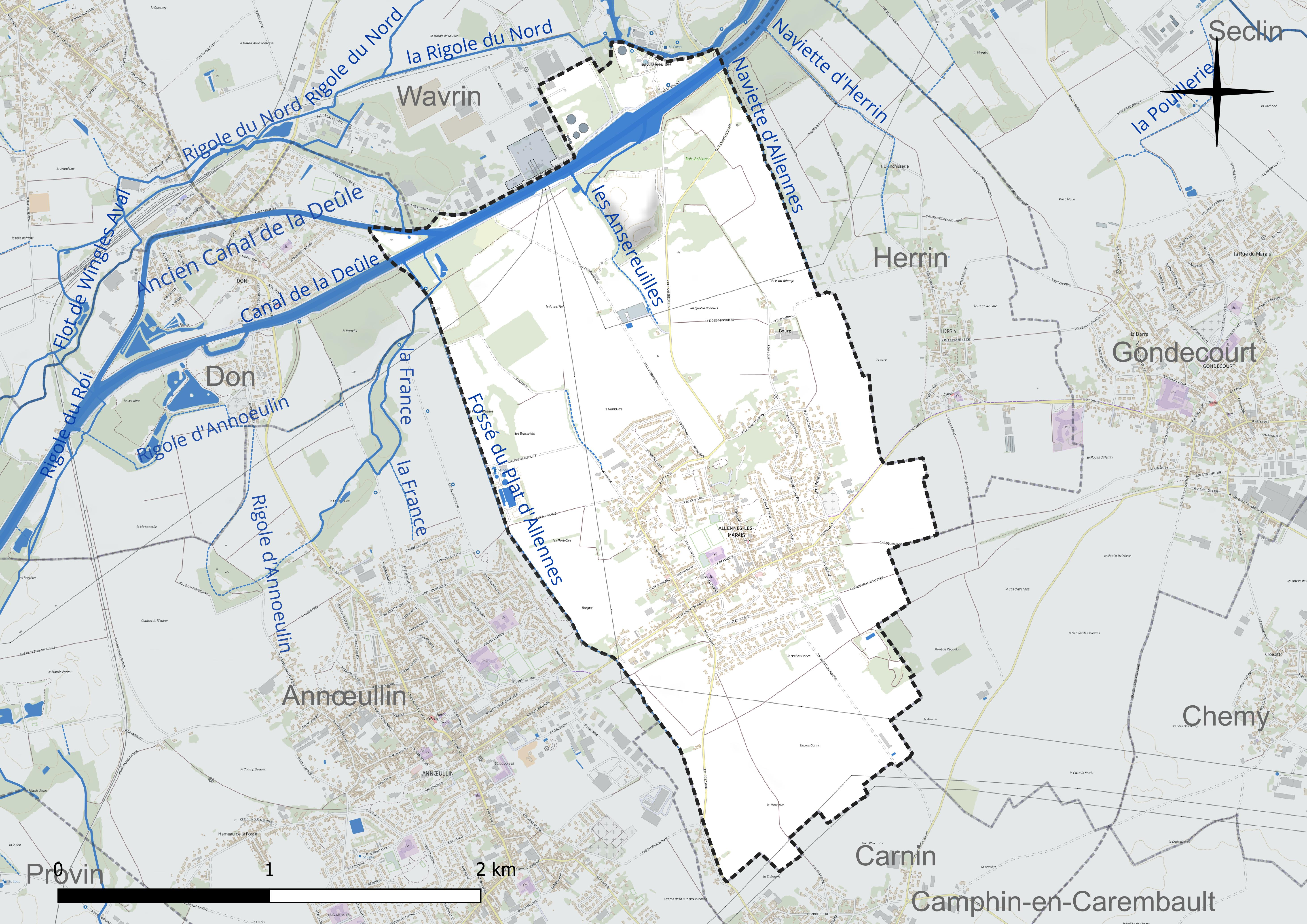
Réseau hydrographique d'Allennes-les-Marais.

La commune est située dans le bassin Artois-Picardie. Elle est drainée par le canal de la Deûle, le fossé du Plat d'Allennes, la Naviette d'Allennes, l'Ancien canal de la Deûle, les Ansereuilles et un autre petit cours d'eau,.
Le canal de la Deûleest un canal, chenal navigable, d'une longueur de 59 km, prend sa source dans la commune de Douai et se jette  dans la Lys à Deûlémont, après avoir traversé 40 communes. Les caractéristiques hydrologiques du canal de la Deûle sont données par la station hydrologique située sur la commune. Le débit moyen mensuel est de 7 m3/s. Le débit moyen journalier maximum est de 29,631 mai 201 638 m3/s, atteint le 27 juin 2015.

#### Gestion et qualité des eaux
Le territoire communal est couvert par le schéma d'aménagement et de gestion des eaux (SAGE) « Marque Deûle ». Ce document de planification concerne un territoire de 1 120 km2 de superficie, délimité par les bassins versants de la Marque et de la Deûle, formant une vaste cuvette sédimentaire de 40 km de long et de 25 km de large, où la pente est très faible. Le périmètre a été arrêté le 2 décembre 2005 et le SAGE proprement dit a été approuvé le 9 mars 2020. La structure porteuse de l'élaboration et de la mise en œuvre est la Métropole européenne de Lille.
La qualité des cours d'eau peut être consultée sur un site dédié géré par les agences de l'eau et l'Agence française pour la biodiversité.

### Climat
Pour des articles plus généraux, voir Climat des Hauts-de-France et Climat du Nord.
En 2010, le climat de la commune est de type climat océanique dégradé des plaines du Centre et du Nord, selon une étude du CNRS s'appuyant sur une série de données couvrant la période 1971-2000. En 2020, Météo-France publie une typologie des climats de la France métropolitaine dans laquelle la commune est exposée à un climat océanique et est dans la région climatique Nord-est du bassin Parisien, caractérisée par un ensoleillement médiocre, une pluviométrie moyenne régulièrement répartie au cours de l'année et un hiver froid (3 °C).
Pour la période 1971-2000, la température annuelle moyenne est de 10,6 °C, avec une amplitude thermique annuelle de 14,2 °C. Le cumul annuel moyen de précipitations est de 703 mm, avec 11,8 jours de précipitations en janvier et 9,3 jours en juillet. Pour la période 1991-2020, la température moyenne annuelle observée sur la station météorologique la plus proche, située sur la commune de Lesquin à 13 km à vol d'oiseau, est de 11,3 °C et le cumul annuel moyen de précipitations est de 740,0 mm,. Pour l'avenir, les paramètres climatiques de la commune estimés pour 2050 selon différents scénarios d'émission de gaz à effet de serre sont consultables sur un site dédié publié par Météo-France en novembre 2022.

## Urbanisme

### Typologie
Au 1er janvier 2024, Allennes-les-Marais est catégorisée ceinture urbaine, selon la nouvelle grille communale de densité à sept niveaux définie par l'Insee en 2022.
Elle appartient à l'unité urbaine d'Annœullin, une agglomération intra-départementale regroupant deux  communes, dont elle est une commune de la banlieue,,. Par ailleurs la commune fait partie de l'aire d'attraction de Lille (partie française), dont elle est une commune de la couronne,. Cette aire, qui regroupe 201 communes, est catégorisée dans les aires de 700 000 habitants ou plus (hors Paris),.

### Occupation des sols

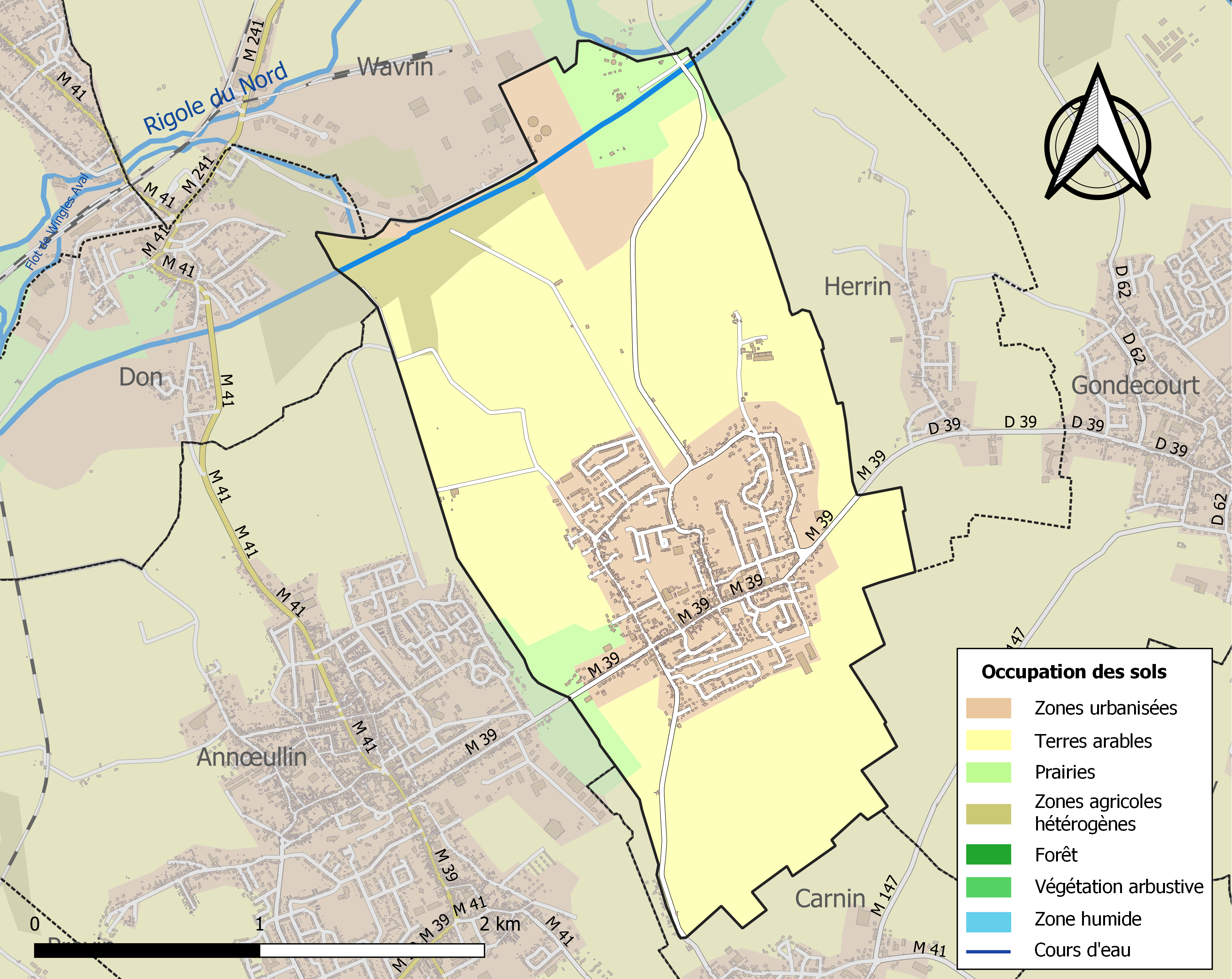
Carte des infrastructures et de l'occupation des sols de la commune en 2018 (CLC).

L'occupation des sols de la commune, telle qu'elle ressort de la base de données européenne d'occupation biophysique des sols Corine Land Cover (CLC), est marquée par l'importance des territoires agricoles (72,2 % en 2018), en diminution par rapport à 1990 (75,9 %). La répartition détaillée en 2018 est la suivante : 
terres arables (60,9 %), zones urbanisées (21,7 %), prairies (6,7 %), zones industrielles ou commerciales et réseaux de communication (6,1 %), zones agricoles hétérogènes (4,6 %). L'évolution de l'occupation des sols de la commune et de ses infrastructures peut être observée sur les différentes représentations cartographiques du territoire : la carte de Cassini (XVIIIe siècle), la carte d'état-major (1820-1866) et les cartes ou photos aériennes de l'IGN pour la période actuelle (1950 à aujourd'hui).

### Voies de communication et transports

#### Voie ferroviaire

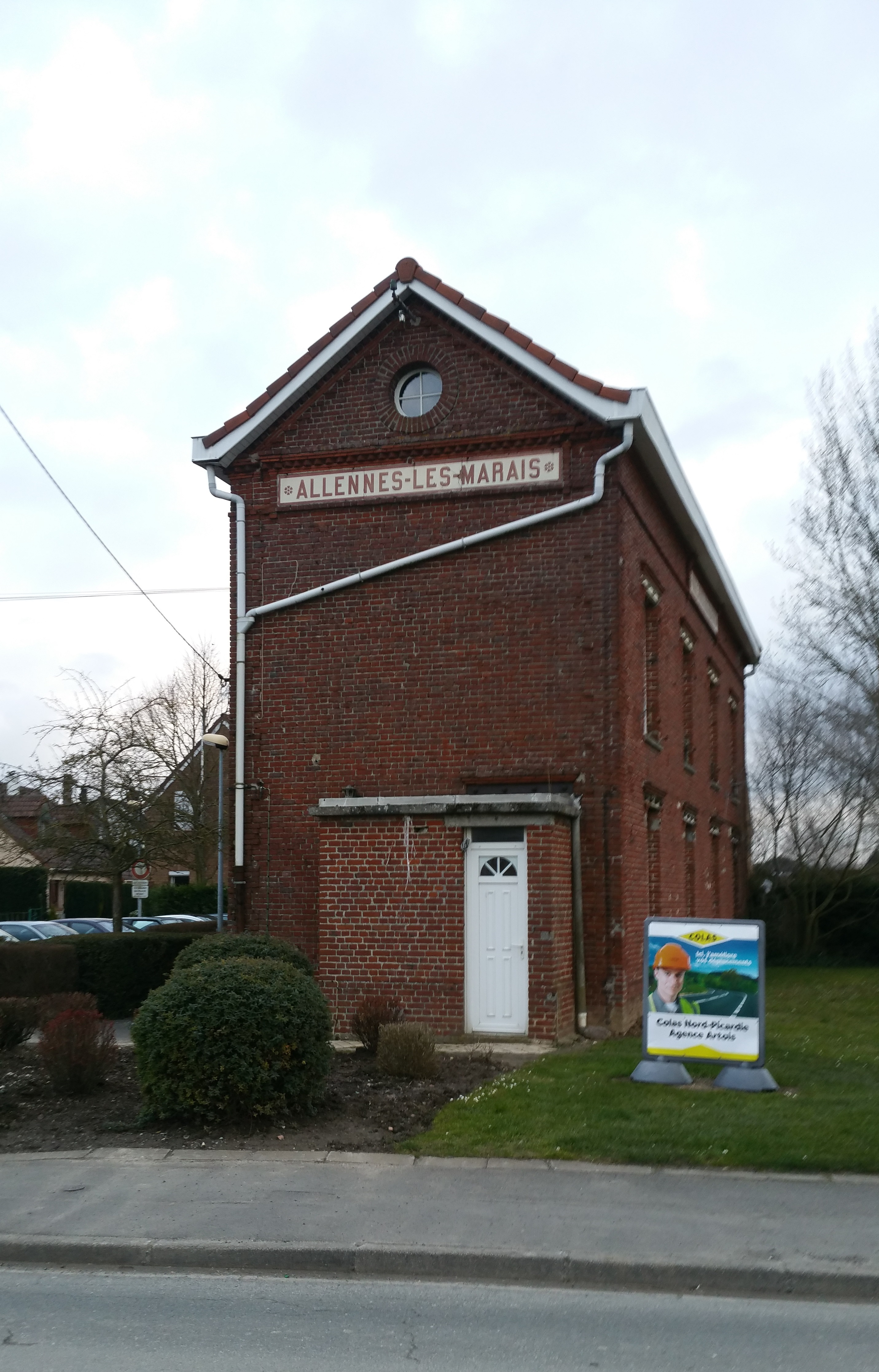
L'ancienne gare.

La ligne de Templeuve à Don-Sainghin, désaffectée, traversait Allennes-les-Marais qui disposait d'une gare sur cette ligne.

#### Transports en commun
La commune est desservie, en 2023, par la ligne sur réservation 21R du réseau Ilévia et par les lignes 858 et 880 du réseau interurbain Arc-en-Ciel 2.

## Toponymie
D'origine incertaine, l'étymologie du nom Allennes viendrait de al (bord) et len (rivière), ou de a la vetum (aulnaie), lieu planté d'aulnes. Elle s'est successivement appelée Halenes en 1178, Allennes en Carembault en 1787, Allennes sur les Marais à la fin du XVIIIe siècle puis enfin Allennes ou Allennes-les-Marais en 1801.
Les habitants ont pour surnom ou nom jeté celui de « grosses têtes », donné peut-être comme en Angleterre où ils ont celui de « têtes rondes » donné à une catégorie de soldats portant un casque typiquement de cette forme.

## Histoire
La terre d'Allennes-les-Marais est mentionnée dès l'an 675 dans un titre de l'abbaye Saint Vaast d'Arras.
Vers 964, elle figure dans les possessions de l'abbaye Saint Pierre de Gand puis après avoir été une dépendance d'Annœullin, elle appartient à l'abbaye Saint-Martin de Tournai jusqu'à la Révolution.
Avant la Révolution française, Allennes est le siège d'une seigneurie.
Sous l'Ancien Régime, quatre familles y exercent successivement la justice : les d'Allennes, les de Neuville (Hugues de Neuville, seigneur d'Allennes sera tué en 1415 à la bataille d'Azincourt), les d'Oignies et les de Croix d'Heuchin.
En 1566, sous l'occupation espagnole, les habitants d'Allennes aident les Seclinois à repousser l'invasion des Gueux puis en 1642, le duc de Milleray qui prend la ville de La Bassée, ravage le village et brûle la grande ferme d'Allennes.
Une ordonnance de 1669 autorise les seigneurs à réclamer le profit d'un tiers de l'exploitation des marais de la Deûle. En 1777, les 2/3 des marais restants sont partagés en portions ménagères entre les villageois.
Sous l'Ancien Régime, Allennes faisait partie du quartier de Carembault, chef-lieu Phalempin.
Vers 1750, Charles-Maximilien-Joseph d'Haffrenghes (lien probable avec la famille d'Affringues), écuyer, est seigneur d'Allennes. Il a épousé Suzanne-Thérèse-Joseph Becuwe.

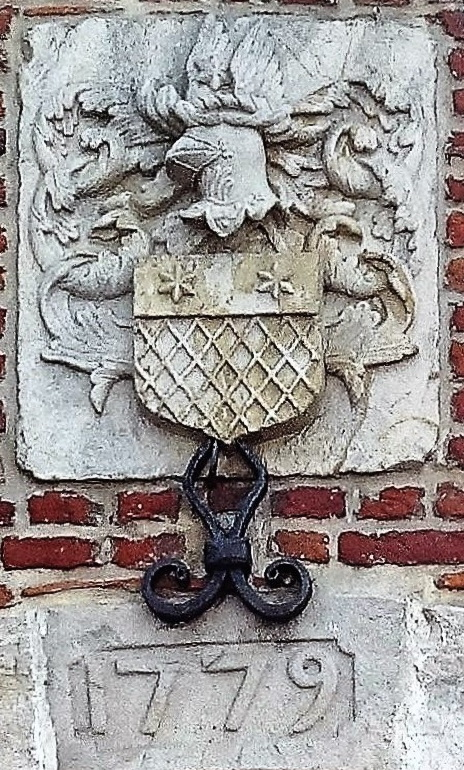
Relief du porche-pigeonnier de la cense dite de Layens aux armoiries de Jean Levasseur.

### Situation administrative

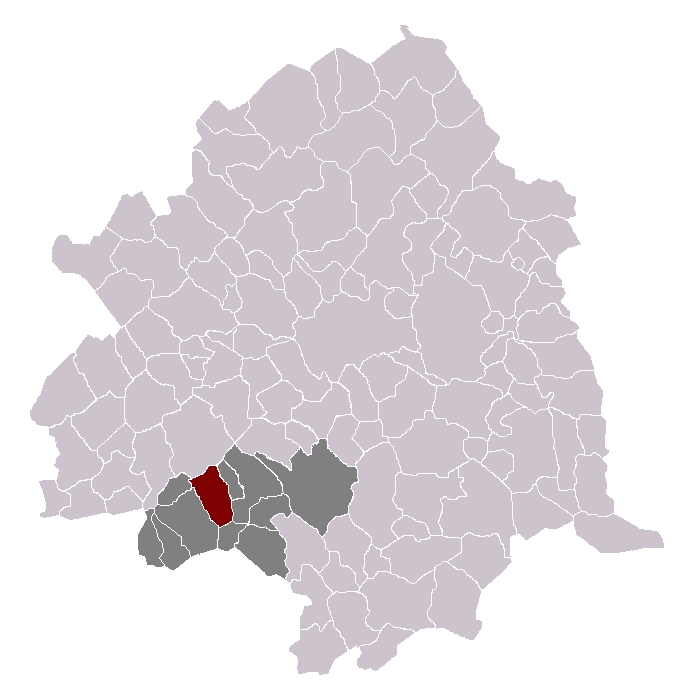
Allennes-les-Marais dans son canton et son arrondissement.

## Politique et administration

### Liste des maires
Maire en 1802-1803 : Wauquier,.
Maire en 1808 : Delefosse.
Maire en 1881 : Jean Marchand.
| Période                                  | Période      | Identité        | Étiquette | Qualité                                                                                                 |
| ---------------------------------------- | ------------ | --------------- | --------- | --- |
| 1947                                     | 1971         | Marcel Dubar    |           | |
| 1971                                     | 1980         | Henri Bernard   | PCF       | Démissionnaire pour raisons de santé                                                                    |
| 1980                                     | 8 avril 2004 | Francis Debergh | PS        | Décédé en fonction                                                                                      |
| juin 2004                                | mars 2014    | Alain Dehais    | PS        | Retraité EDF                                                                                            |
| mars 2014                                | juin 2024    | Gérard Mayor    | PS        | Retraité de la fonction publique, ancien adjoint au maire Réélu pour le mandat 2020-2026 Démissionnaire |
| juin 2024                                | En cours     | Carine Vandaele | PS        | |
| Les données manquantes sont à compléter. |              |                 |           | |

| Listes conduites                          | Tours                 | Tours                     | Tours                     | Tours   | Nombre de sièges obtenus | Conseil communautaire | Tendance |
| ----------------------------------------- | --------------------- | ------------------------- | ------------------------- | ------- | ------------------------ | --------------------- | -------- |
|                                           | 1er tour              |                           |                           |         |                          |                       |          |
| Nombres de voix                           | Pourcentages exprimés | Pourcentages des inscrits | Pourcentages des inscrits |         |                          |                       |          |
| Liste conduite par M. Gérard Mayor (DVG)  | 833                   | 28,62 %                   | 57,21 %                   | 57,21 % | 18                       | 1                     |          |
| Liste conduite par M. Mady Dorchies (DVD) | 623                   | 21,40 %                   | 42,78 %                   | 42,78 % | 5                        | 0                     |          |
|                                           |                       |                           |                           |         |                          |                       |          |
|                                           | Nombre des inscrits   | Pourcentages des inscrits | Pourcentages des votants  |         |                          |                       |          |
| Nombre d'inscrits                         | 2 910                 |                           |                           |         |                          |                       |          |
| Abstentions                               | 1 383                 | 47,53 %                   |                           |         |                          |                       |          |
| Votants                                   | 1 527                 | 52,47 %                   |                           |         |                          |                       |          |
| Blancs                                    | 32                    | 1,10 %                    | 2,10 %                    |         |                          |                       |          |
| Nuls                                      | 39                    | 1,34 %                    | 2,55 %                    |         |                          |                       |          |
| Exprimés                                  | 1 456                 | 50,03 %                   | 95,35 %                   |         |                          |                       |          |

### Jumelages
La ville de Allennes-les-Marais est jumelée avec Bialobrzegi (Pologne).

## Population et société

### Démographie

#### Évolution démographique
L'évolution du nombre d'habitants est connue à travers les recensements de la population effectués dans la commune depuis 1793. Pour les communes de moins de 10 000 habitants, une enquête de recensement portant sur toute la population est réalisée tous les cinq ans, les populations de référence des années intermédiaires étant quant à elles estimées par interpolation ou extrapolation. Pour la commune, le premier recensement exhaustif entrant dans le cadre du nouveau dispositif a été réalisé en 2004.

En 2022, la commune comptait 3 549 habitants, en évolution de +2,51 % par rapport à 2016 (Nord : +0,51 %, France hors Mayotte : +2,11 %).
| 1793 | 1800 | 1806 | 1821 | 1831 | 1836 | 1841 | 1846 | 1851 |
| ---- | ---- | ---- | ---- | ---- | ---- | ---- | ---- | ---- |
| 547  | 601  | 667  | 733  | 796  | 814  | 849  | 870  | 911  |

| 1856 | 1861  | 1866 | 1872  | 1876  | 1881  | 1886  | 1891  | 1896  |
| ---- | ----- | ---- | ----- | ----- | ----- | ----- | ----- | ----- |
| 933  | 1 003 | 984  | 1 021 | 1 017 | 1 017 | 1 033 | 1 132 | 1 172 |

| 1901  | 1906  | 1911  | 1921  | 1926  | 1931  | 1936  | 1946  | 1954  |
| ----- | ----- | ----- | ----- | ----- | ----- | ----- | ----- | ----- |
| 1 175 | 1 196 | 1 204 | 1 037 | 1 145 | 1 151 | 1 188 | 1 142 | 1 247 |

| 1962  | 1968  | 1975  | 1982  | 1990  | 1999  | 2004  | 2006  | 2009  |
| ----- | ----- | ----- | ----- | ----- | ----- | ----- | ----- | ----- |
| 1 658 | 1 837 | 1 893 | 2 426 | 2 773 | 3 234 | 3 441 | 3 407 | 3 366 |

| 2014  | 2019  | 2022  | - | - | - | - | - | - |
| ----- | ----- | ----- | - | - | - | - | - | - |
| 3 417 | 3 456 | 3 549 | - | - | - | - | - | - |

#### Pyramide des âges
La population de la commune est relativement jeune.
En 2018, le taux de personnes d'un âge inférieur à 30 ans s'élève à 35,0 %, soit en dessous de la moyenne départementale (39,5 %). À l'inverse, le taux de personnes d'âge supérieur à 60 ans est de 21,6 % la même année, alors qu'il est de 22,5 % au niveau départemental.
En 2018, la commune comptait 1 683 hommes pour 1 775 femmes, soit un taux de 51,33 % de femmes, légèrement inférieur au taux départemental (51,77 %).
Les pyramides des âges de la commune et du département s'établissent comme suit.
| Hommes | Classe d’âge | Femmes |
| ------ | ------------ | ------ |
| 0,2    | 90 ou +      | 0,5    |
| 3,4    | 75-89 ans    | 5,7    |
| 15,9   | 60-74 ans    | 17,5   |
| 24,5   | 45-59 ans    | 24,7   |
| 19,0   | 30-44 ans    | 18,6   |
| 18,2   | 15-29 ans    | 16,4   |
| 18,8   | 0-14 ans     | 16,6   |

| Hommes | Classe d’âge | Femmes |
| ------ | ------------ | ------ |
| 0,5    | 90 ou +      | 1,4    |
| 5,3    | 75-89 ans    | 8,1    |
| 14,8   | 60-74 ans    | 16,2   |
| 19,1   | 45-59 ans    | 18,4   |
| 19,5   | 30-44 ans    | 18,7   |
| 20,7   | 15-29 ans    | 19,1   |
| 20,2   | 0-14 ans     | 18     |

### Enseignement
Allennes-les-Marais fait partie de l'académie de Lille.

## Économie
Village à vocation agricole, puisque 37 fermes y sont recensées au début des années 1900, Allennes-les-Marais est aussi réputé, dès 1875, pour ses ouvrières qui confectionnent vêtements et linge de maison.
Une distillerie qui emploie environ 80 ouvriers fonctionnera jusqu'en 1914.
La filature, fondée par Mme Descamps-Duflot, qui produit notamment des petits vêtements et de la lingerie féminine, reste en activité jusqu'au début des années 1980.
La ligne de chemin de fer Don-Sainghin-Templeuve traverse le village à partir des années 1890 mais sa suppression, au début des années 1970, entraîne la fermeture de la gare, dont le bâtiment a été cependant sauvegardé et réhabilité.

### Centrale thermique des Ansereuilles
Implantée sur un terrain de 58 ha, à proximité de la voie ferrée Lille–Béthune et sur la rive gauche de la Deûle, la centrale thermique des Ansereuilles, entre en activité en 1959. Agrandie en 1964-65, elle est alors conçue pour brûler du charbon. En 1972-73, des modifications permettent de l'alimenter en fioul lourd. Quatre réfrigérants atmosphériques refroidissent, en circuit fermé, l'eau des condensateurs. Désaffectée en 1984, la centrale est abattue en 1989.

## Culture locale et patrimoine

### Lieux et monuments

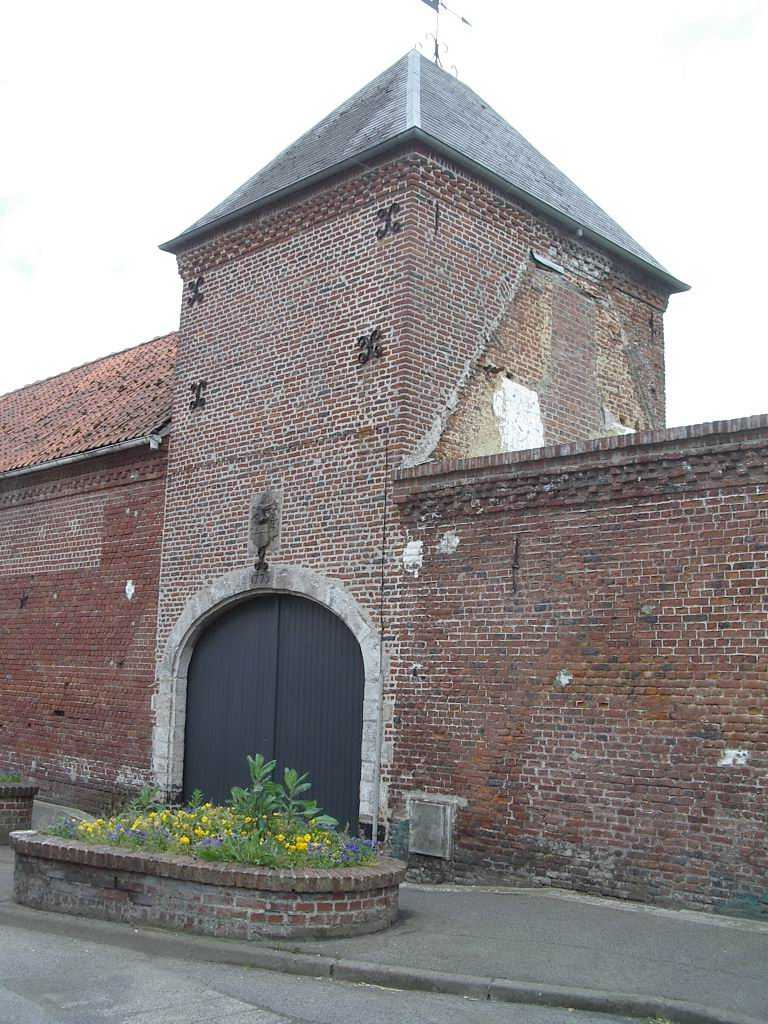
Porche-pigeonnier de la cense dite de « Layens ».

- Mur d'enceinte du château de M. Wicart ou château Verspieren
- Château du bois dont il reste deux petits châlets et son parc rue Franche (propriété privée)
- Ancienne distillerie Collette dont l'entrée et une partie des murs sont conservés au patrimoine historique. (rue Sonneville à côté de l'église)
- Calvaire du XVe ou du XVIe siècle abrité par une chapelle en briques.
- Presbytère de la fin du XVIIIe siècle.
- Cense dite de Layens avec porche-pigeonnier daté de 1779 sous un relief gravé aux armoiries de Jean Levasseur, mayeur de la ville de Lille au XVIIe siècle[37].
- Villa des acacias datée de 1890, ancienne demeure de la famille Descamps-Duflot.
- Église Saint-Nicolas avec des fondations datant du XVe siècle, rénovée à l'état d'origine (modifiée plusieurs fois durant ce siècle). Fresque à l'intérieur découverte en démolissant le torchis couvert sur les murs. Inscription latine relative au saint patron de l'église : saint Nicolas. Elle a été ravagée par le feu le 31 juillet 2009 en fin d'après-midi: la flèche et la toiture ont été calcinées et le reste du bâtiment a été fortement endommagé. Le clocher est tombé de l'église, sans faire de blessés, mais évidemment avec l'intervention des pompiers prévenant les habitants.

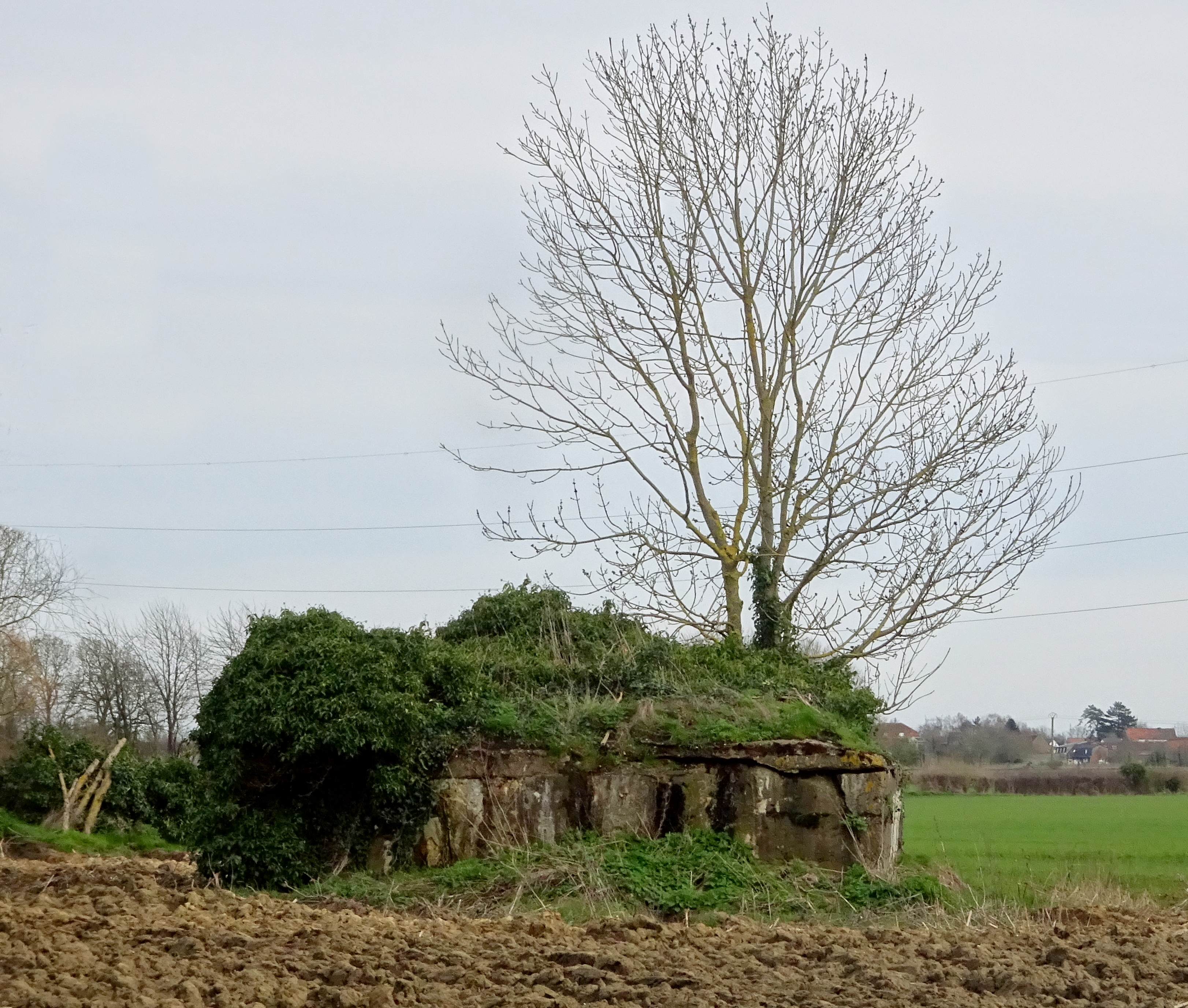
Allennes-les-Marais, blockhaus 212

- Construit entre 1917 et 1918, par l'armée allemande le dispositif Wotan Stellung (position Wotan), fut mis en place afin d'assurer le  contrôle du canal de la Deûle, entre les villes d' Haubourdin et de Bauvin. Cet édifice est répertorié dans le patrimoine architectural français (Mérimée)[38].

### Héraldique
|  | Les armes d'Allennes-les-Marais se blasonnent ainsi : « D'or à dix losanges accolées et aboutées de gueules, 3, 3, 3 et 1. » |

## Pour approfondir